# Poecilotheria ornata
Poecilotheria ornata är en spindelart som beskrevs av Pocock 1899. Poecilotheria ornata ingår i släktet Poecilotheria och familjen fågelspindlar.
Artens utbredningsområde är Sri Lanka. Inga underarter finns listade i Catalogue of Life.